# HAProxy
HAProxy è un software FOSS di tipo server web che fornisce un bilanciatore di carico ad alta disponibilità e un proxy (forward e/o reverse) per applicazioni basate su TCP e HTTP, distribuendo le richieste su più server. È scritto in C ed è ritenuto veloce ed efficiente in termini di utilizzo del processore e della memoria. 
HAProxy è utilizzato da numerosi siti web di alto profilo, tra cui GoDaddy, GitHub, Bitbucket, Stack Overflow, Reddit, Slack, Speedtest, Tumblr, Twitter e Tuenti; inoltre viene impiegato anche da Amazon Web Services.

## Storia
HAProxy è stato scritto nel 2000 da Willy Tarreau, uno dei principali contributori nello sviluppo del kernel Linux,  tuttora attivo nella manutenzione del progetto.
Nel 2013 è stata fondata l'azienda HAProxy Technologies, la quale fornisce sia un'offerta commerciale di HAProxy, denominata HAProxy Enterprise, sia un application delivery controller basato su appliance, denominato ALOHA.